# اس‌اس کرانجا (۱۸۶۵)
اس‌اس کرانجا (۱۸۶۵) (به انگلیسی: SS Karanja (1865)) یک کشتی است که طول آن 164 ft می‌باشد. این کشتی در سال ۱۸۶۵ ساخته شد.